# Paramotor
O Paramotor também conhecido como Parafly é considerado uma adaptação do parapente.

## Descrição
Para voar, os parapentes necessitam uma velocidade de vento que supera os 20 km/h dependendo do tipo de vela, esta velocidade se consegue graças ao vento que se gera ao correr nas costas.
No paramotor, essa velocidade de vento se gera graças a força que proporciona o motor que levam as costas no momento em que se supera a velocidade necessária para se levantar. Enquanto que em um parapente se requer uma certa altura para poder voar, com o paramotor se pode levantar voo praticamente de qualquer lugar plano.
Existem vários tipos de motores para o paramotor, sendo desde pequenos motores para pessoas de pouco peso (55 kg aproximadamente de impulso) a motores mais poderosos para realizar voos em dupla (piloto e acompanhante, normalmente de 120 a 150 kg de impulso). Os mais usados atualmente são motores de 2 tempos, porque para implementar com motores de 4 tempos ficaria pesado demais e ainda há desenvolvimento para um paramotor com propulsão elétrica.
A maioria dos motores são de origem europeia e as marcas dedicadas a este esporte os instalam em chassis com variação de tipo e peso de hélice e o tipo de alcance de andadores. Também é possível adaptar motores de kart obtendo-se resultados muito bons.
O parapente utilizado pode ser o mesmo que se utiliza para voos livres (sem motopropulsor) ainda que, cada vez mais, as fábricas indicam velas especiais para o voo motorizado, com maiores reforços e incluindo características diferentes, como é o caso dos parapentes com perfis "reflex". A vela geralmente é de origem europeia, israelense ou brasileira; muitas marcas realizam a produção na Ásia.
Existem  vários tipos de vela segundo as características e habilidades do piloto (mais ou menos fácil, mais ou menos rápidas). Sempre se deve utilizar um tamanho de vela adequada ao peso do piloto, acompanhante e equipamento.

## Recorde mundial
Ramon Morillas Salmerón bateu o recorde do mundo de travessia de paramotor, ao completar um voo de 1.105 km entre Jerez de la Frontera e Lanzarote, em 23 de abril de 2007, informaram os organizadores da expedição[carece de fontes?].
O recorde anterior também estava em poder de  Morillas, com 951 km, entre Lepe e a localidade francesa de Roquefort (Gers), desde junho de 2006.